# وكالة الفضاء المكسيكية
وكالة الفضاء المكسيكية  (بالإسبانية : Agencia Espacial Mexicana) واختصار (AEM) هي وكالة الفضاء الحكومية المكسيكية، تأسست في 31 يوليو 2010.
لا تتوفر الوكالة على بنية تحتية، وتهدف إلى تعزيز وتنسيق التعليم والبحث وتطوير الأنشطة المتعلقة بالفضاء التي يتم تنفيذها في البلاد.

## تاريخ
تم إنشاء الوكالة من خلال القانون الذي وافق عليها كونغرس الاتحاد في 20 أبريل 2010؛ أصدره رئيس الجمهورية آنذاك، فيليبي كالديرون، في 13 يوليو 2010؛ وتم نشره في الجريدة الرسمية للاتحاد في 30 يوليو.